# Mściel łąkowy
Mściel łąkowy, mściel kłosowy (Stenodema holsata) – gatunek pluskwiaka z podrzędu różnoskrzydłych i rodziny tasznikowatych.
Gatunek ten opisany został po raz pierwszy w 1787 roku przez Johana Christiana Fabriciusa jako Cimex holosata.
Pluskwiak o ciele wydłużonym, ale krótszym i bardziej krępym niż u innych przedstawicieli rodzaju. Ubarwienie ma zmienne: od zielonego przez słomkowe po brązowe. Samce długoskrzydłe osiągają od 6,4 do 7,2 mm, samce pseudokrótkoskrzydłe od 5,5 do 5,6 mm, samice długoskrzydłe od 6,9 do 7,5 mm, a samice  pseudokrótkoskrzydłe od 5,8 do 6,6 mm długości ciała. Nie krótszą niż szeroką głowę cechuje podłużne wcięcie pośrodku ciemienia, przylegające do obrączki apikalnej oczy i półtora raza dłuższy od szerokości przedplecza drugi człon czułków. Owłosienie pierwszego członu czułków jest krótsze niż u innych przedstawicieli rodzaju. Powierzchnia przedplecza jest grubo i gęsto punktowana. Punktowanie obecne jest również na tarczce. Półpokrywy mają zakrywkę z dwoma dobrze widocznymi komórkami w użyłkowaniu. Odnóża mają stopy o pierwszym członie nieco krótszym niż dwa następne razem wzięte. Tylną parę odnóży cechuje brak ostróg na udach.
Tasznikowaty ten jest fitofagiem, żerującym na różnych trawach. Pożywia się głównie na kwiatostanach, gdzie przekłuwa zalążnie i niedojrzałe owoce, często prowadząc do zniszczenia bielmo. Stadium zimującym są owady dorosłe. Zimowiska opuszczają w kwietniu, a dorosłe nowego pokolenia pojawiają się od lipca i pozostają aktywne do października. Larwy spotyka się od maja do lipca.
Owad znany z niemal wszystkich krajów Europy. W Polsce występuje w całym kraju, ale większość znanych stanowisk znajduje się w jego części południowej i na Pomorzu.